# Buch am Buchrain
Buch am Buchrain er en kommune i Landkreis Erding i Regierungsbezirk Oberbayern i den tyske delstat Bayern. Den er en del af Verwaltungsgemeinschaft Pastetten.

## Geografi
Buch am Buchrain ligger i Region München omkring 14 km syd for landkreisens administrationsby Erding, 28 km fra Flughafen München, 16 km sydvest for Dorfen, 18 km nord for Ebersberg og 38 km fra delstatshovedstaden München.
- Wikimedia Commons har flere filer relateret til Buch am Buchrain